# Walter Rieck (Politiker)

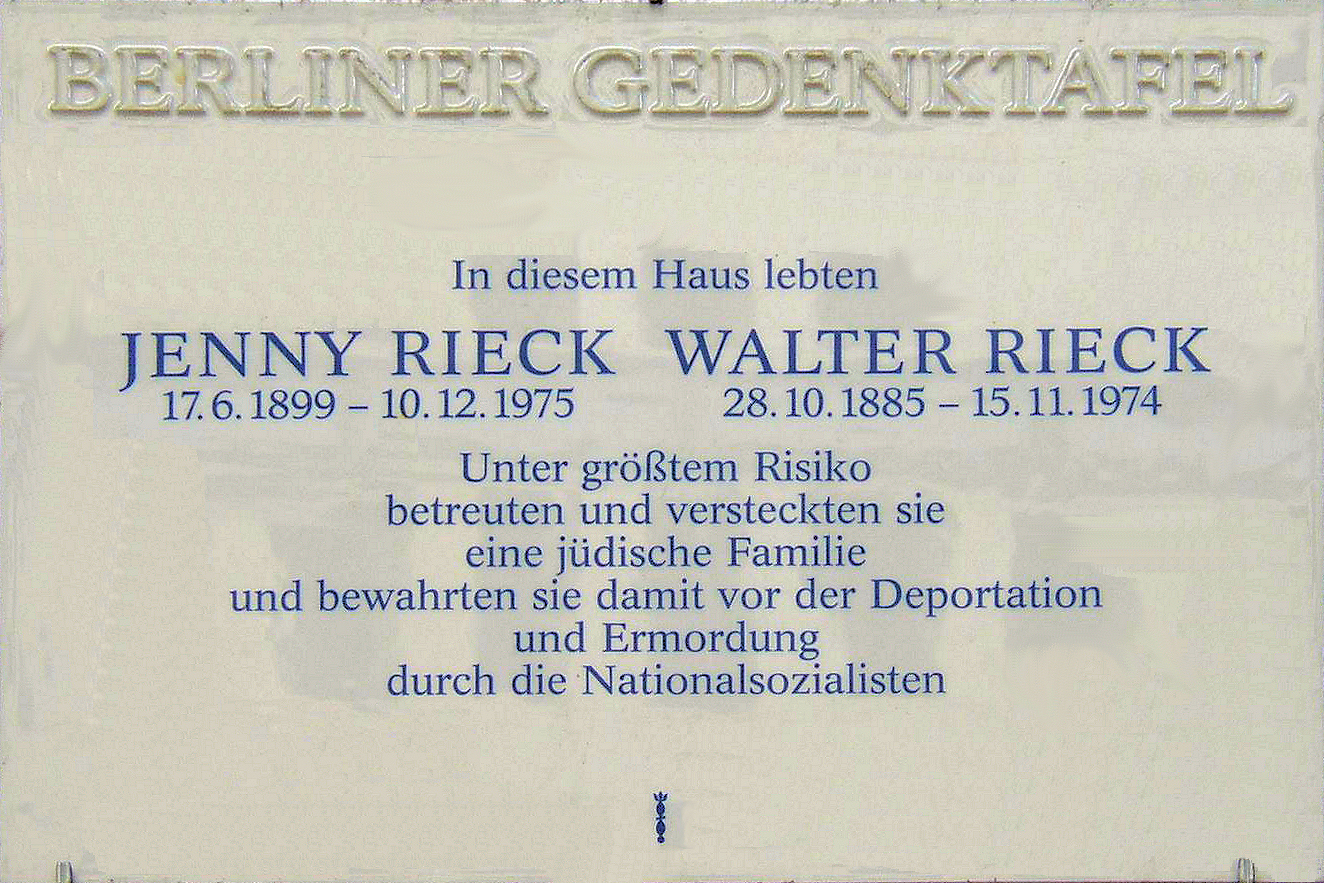
Gedenktafel in der Berliner Uhlandstraße

Walter Albert Rieck (* 28. Oktober 1885 in Berlin; † 15. November 1974 in Berlin) war ein deutscher Politiker und wird als Gerechter unter den Völkern geehrt.

## Leben
Walter Rieck war Volksschullehrer. Er trat 1918 der SPD bei; 1919 wurde er Mitglied des Vorstandes der Arbeitsgemeinschaft sozialdemokratischer Lehrer. Ferner gehörte er dem Bund Entschiedener Schulreformer und dem Bund der freien Schulgesellschaften an.
Von 1923 bis 1933 war Walter Rieck Rektor der 208. weltlichen Schule in der Gotenburger Straße (heute Wilhelm-Hauff-Schule) in Berlin-Wedding. 1924 heirateten er und Jenny Ciesielski (geb. Hennig) in Berlin. Zu dieser Zeit wohnten sie in der Gotenburger Straße 2. Ab 1925 oder 1926 war er zusätzlich ehrenamtlicher Stadtrat für Schulwesen, Kunst und Volksbildung. Zeitweise war er auch Stadtverordneter für die SPD. Außerdem war er Vorsitzender der Lehrer an den weltlichen Schulen Berlins.
Nachdem das Gesetz zur Wiederherstellung des Berufsbeamtentums in Kraft getreten war, wurde er zunächst beurlaubt und später entlassen. Er verdiente nun sein Geld unter anderem als Hausverwalter und als Geschäftsführer eines Kinos.
Walter Rieck und seine Ehefrau Jenny waren ab 1933 mit der Familie von Martin Deutschkron befreundet, dem Vater von Inge Deutschkron, ebenso mit Otto Ostrowski. Als Martin Deutschkron 1939 nach England auswandern, aber seine Frau Ella und die Tochter Inge nicht mehr nachholen konnte, unterstützte das Ehepaar Rieck und Ostrowski die beiden jüdischen Frauen. Ab 1943 lebten Ella und Inge Deutschkron untergetaucht in wechselnden Quartieren, die ihnen die Familie Rieck besorgte. Walter Rieck wurde mehrfach von der Gestapo vorgeladen und der „Judenbegünstigung“ bezichtigt, aber nicht verurteilt.
Nach Kriegsende wurde er Rektor in Lankwitz; 1947 gehörte er dem Gründungsausschuss der wieder einzurichtenden Deutschen Volksbühne an. Er wurde Vorstandsmitglied der Freien Volksbühne für den britischen Sektor und später, nachdem Berlin geteilt worden war, Vorstandsmitglied der Freien Volksbühne Berlins.
Walter Rieck, der 1945 Bezirksstadtrat für Volksbildung und 1946 Bezirksbürgermeister in Berlin-Wilmersdorf wurde, wird wegen seines Engagements für Ella und Inge Deutschkron seit 1971 in Yad Vashem als Gerechter unter den Völkern geehrt. Von seinem Amt als Bezirksbürgermeister trat er 1950 oder 1951 zurück. Offenbar war es zu Differenzen mit seiner Partei gekommen, mit der er schließlich brach.
Im Jahr 2007 wurde neben der Einfahrt des Hauses Uhlandstraße 167/168, in dem die Familie Rieck gelebt hatte, eine Berliner Gedenktafel angebracht. Die Tafel wurde von der Bezirksbürgermeisterin Monika Thiemen, dem Kulturstaatssekretär André Schmitz, Inge Deutschkron und Jenny und Walter Riecks Sohn Michael enthüllt.